# Zeche Glückauf (Sprockhövel)
Die Zeche Glückauf in Sprockhöveler Stadtteil Gennebreck ist ein ehemaliges Steinkohlenbergwerk. Das Bergwerk wurde vor 1754 Zeche Glückauf im Fliesloher Berge genannt und war allgemein auch unter dem Namen Zeche Glück-Auf bekannt. Die Zeche Glückauf war eine von 19 Sprockhöveler Zechen, die auch als Crone'sches Revier bezeichnet wurden.

## Geschichte

### Die Anfänge als Glückauf im Fliesloher Berge
Das Bergwerk wurde bereits in der Mitte des 17. Jahrhunderts unter dem Namen Glückauf im Fliesloher Berg in den Unterlagen erwähnt. Die Zeche Glückauf im Fliesloher Berge wurde aber auch Zeche Glückauf im Fluesloher Berge oder Zeche Glückauf im Fliesloer Berge genannt. Die Zeche ist vermutlich mit dem Fließloer Berg Kohlenbergwerk identisch. Am 16. April des Jahres 1650 kam es zur allgemeinen Belehnung der Zeche Glückauf im Fluesloher Berge. Im Jahr 1728 kam es am 6. März zur erneuten Belehnung der Zeche Glückauf im Fluesloher Berge. Diese Belehnung war eine Bestätigung der Belehnung aus dem Jahr 1650. Die Belehnung erfolgte an Hans Peter Fleißloh et Consorten. Im Jahr 1737 wurde Stollenbau betrieben, die Zeche war die zweitgrößte Zeche im Märkischen, in den nachfolgenden Jahren war der preußische Fiskus an der Zeche beteiligt. Die Zeche Glückauf war das erste Bergwerk, an dem der preußische Staat direkt beteiligt war. Im Jahr 1750 war die Zeche nachweislich in Betrieb und wurde auch Zeche Glückauf genannt. Das Bergwerk baute im Flöz Mühlerbank, das in diesem Teil der Lagerstätte Flöz Glückauf genannt wurde. In den Jahren 1751 und 1753 war die Zeche in Ausbeute. Ab dem Jahr 1754 wurde die Zeche nur noch Zeche Glückauf genannt.
Im Jahr 1754 besaß der preußische Fiskus 3/4 der Kuxanteile der Zeche. Im Jahr 1755 war die Zeche Glückauf die zweitgrößte Zeche im märkischen Bergamtsbezirk. Als Schichtmeister war zu diesem Zeitpunkt Joh. Peter von Hagen auf dem Bergwerk tätig. In den Jahren 1756, 1758, 1760 und 1761 bis 1763 war die Zeche in Ausbeute. Im Jahr 1768 waren die Kohlenvorräte ausgekohlt. Im selben Jahr wurde eine tiefere Lösung durch den Stollen von Sieper & Mühler geplant. Im Jahr 1770 war die Zeche außer Betrieb und im Jahr 1774 wieder in Betrieb. Im Jahr 1784 war die Zeche in Betrieb, es wurde in einem oberhalb des Fahrentrapps Hof angelegten Stollen abgebaut. Auf dem Bergwerk war zu dieser Zeit noch eine Kohlenhöhe von 60 Fuß vorhanden. Im Juli desselben Jahres wurde das Bergwerk durch den Leiter des märkischen Bergamtsbezirkes, den Freiherrn vom Stein befahren. Vom Stein machte in seinem Protokoll Angaben über den Zustand des Bergwerks und die Leistung der dort beschäftigten Bergleute. Er riet den Gewerken davon ab, die Abwetter mittels Feuerkübeln aus dem Grubengebäude zu entfernen. Stattdessen gab Vom Stein Anregungen, wie die Bewetterung durch die Montage und Inbetriebnahme eines Wetterofens verbessert werden könnte. Im Jahr 1785 wurde das Grubenfeld durch den Christsieper Stolln gelöst. Am 17. Oktober desselben Jahres wurde das Bergwerk vermessen. Im Jahr 1796 wurde an den Schächten Prinz Ludwig, Prinz Friedrich (Schacht 15) und König (Schacht 14) Abbau betrieben. Ab diesem Zeitpunkt gehörte das Bergwerk zum Befahrungsrevier des Obersteigers Agats.

### Der weitere Betrieb
Im Jahr 1800 waren die Schächte Carolus und Rogiene in Betrieb, im Jahr 1805 die Schächte Timmer und Moritz. Im Dezember 1806 wurde die Zeche Glückauf stillgelegt. Schon vor diesem Jahr wurde das Grubenfeld durch den Herzkämper Erbstollen gelöst. Im September des Jahres 1838 wurde die Zeche Glückauf wieder in Betrieb genommen. Im selben Jahr wurde damit begonnen, den Schacht Amalia zu teufen. Der Schacht erreichte eine Teufe von 87 Metern und wurde zur Förderung mit einem Göpel ausgerüstet. Der Schacht war der südlichste Schacht der Zeche Glückauf. Im Jahr 1841 kam es zur teilweisen Vereinigung mit der Zeche Friedrich Wilhelm zur Zeche Glückauf & Friedrich Wilhelm. Im Jahr 1845 war Schacht Richard in Förderung. Im Jahr 1850 wurde in einem tonnlägigen Förderschacht gefördert. In dem Schacht, der eine flache Teufe von 28½ Lachtern hatte, wurde auch für die Zeche Vereinigte Concordia gefördert. Im Jahr 1852 war der Förderschacht Heinrich in Betrieb. Der Schacht befand sich westlich der heutigen Wuppertaler Straße, etwa 900 Meter nördlich der Kreuzung Nockenbergstraße, und war mit einem Pferdegöpel ausgerüstet. Im Jahr 1855 wurde ein Sohlenort zusammen mit der Zeche Vereinigte Concordia betrieben, das Sohlenort befand sich im Niveau der ehemaligen provisorischen Tiefbausohle der Zeche Vereinigte Stock & Scherenberg. Das Sohlenort war in westlicher Richtung auf eine Länge von 438 Lachtern im Flöz Lehnbankstriepen aufgefahren worden. Das Flöz Lehnbankstriepen hatte eine Mächtigkeit von 15 Zoll. Auch in diesem Jahr wurde die Förderung der Zeche Vereinigte Concordia im Schacht der Zeche Glückauf getätigt.
Im Jahr 1856 wurde am Schacht Heinrich ein Dampfgöpel aufgestellt. Zu diesem Zeitpunkt gehörte das Bergwerk zum Bergrevier Schlebusch. Im Jahr 1859 wurde auf der Tiefbausohle der Zeche Vereinigte Stock & Scherenberg Abbau im Tiefbau betrieben. Das Bergwerk baute zu diesem Zeitpunkt oberhalb der Stollensohle des Herzkämper Erbstollens ab. Man wartete auf die Lösung durch den Dreckbänker Erbstollen. Im Jahr 1862 erreichte die westliche Grundstrecke eine Länge von 348 Lachtern. Die Strecke war im Flöz Glückauf aufgefahren worden. Das Flöz hatte eine Mächtigkeit von 30 Zoll und hatte eine stückreiche Kohle. Um den Sattelnordflügel zu lösen, wurde im selben Jahr ein Querschlag angesetzt. Der Querschlag wurde 126 Lachter östlich vom Schachtquerschlag angesetzt und anschließend 30 Lachter aufgefahren. Zu diesem Zeitpunkt gehörte das Bergwerk zum Bergrevier Sprockhövel. Am 19. Dezember des Jahres 1864 und am 28. August des Jahres 1865 kam es zur Konsolidation der Zechen Glückauf im Fliesloher Berge, Vereinigte Concordia, Buschbank und Nebenbuschbank sowie der Süd- und Nordflügel der Zeche Friedrich Wilhelm zur Zeche Glückauf. Im Jahr 1865 wurde die Zeche Buschbank mit der Berechtsamen Nebenbuschbank wieder in Betrieb genommen. Im Jahr 1866 wurde das Baufeld Vereinigte Concordia in Fristen gesetzt.

### Die letzten Jahre bis zur Konsolidation
Im Jahr 1870 wurde das Grubenfeld durch den Dreckbänker Erbstollen gelöst. Durch diese Maßnahme lag die Kohlenhöhe bei 175 Meter seigerer Höhe. Im selben Jahr war vermutlich eine Kokerei auf dem Baufeld Friedrich Wilhelm in Betrieb. Am 4. Februar des Jahres 1872 wurde das Geviertfeld Glückauf III erworben, das Geviertfeld war im Jahr 1867 verliehen worden und war noch unverritzt. Im Jahr 1876 waren der Förderschacht Heinrich und ein namentlich nicht genannter neuer Schacht in Förderung. In der Zeit von 1886 bis 1889 war auf dem Bergwerk ein Tiefbauschacht in Förderung. Der Schacht war mit einer Fördermaschine ausgerüstet. Im Jahr 1889 war der Abbau über der Stollensohle beendet. Am 30. März desselben Jahres konsolidierte die Zeche Glückauf mit der Zeche Sieper & Mühler Gruben zur Zeche Herzkämper Mulde.

### Förderung und Belegschaft
Die ersten bekannten Förderzahlen stammen aus den Jahren 1751 mit 10.580 Ringel und 1753 mit 11.663 Ringel Steinkohle. Die ersten bekannten Belegschaftszahlen des Bergwerks stammen aus dem Jahr 1755, damals waren 17 Bergleute auf dem Bergwerk beschäftigt. Die ersten bekannten Förderzahlen des Bergwerks unter dem neuen Bergwerksnamen Zeche Glückauf stammen aus dem Jahr 1756, es wurden 13.854 Ringel Steinkohle gefördert. Im Jahr 1758 stieg die Förderung leicht auf 13.892 Ringel Steinkohle. Im Jahr 1760 sank die Förderung auf 10.401 Ringel. Im Jahr 1796 wurden pro Monat 1241 Ringel Steinkohle gefördert. Im Jahr 1805 wurden 16.441 Ringel Steinkohle gefördert. Im Jahr 1840 wurden 7034 preußische Tonnen Steinkohle gefördert. Im Jahr 1845 wurden mit 45 Bergleuten 5370 Tonnen Steinkohle gefördert. Im Jahr 1855 lag die Förderung bei 27.800 preußischen Tonnen Steinkohle, diese Förderung wurde von 35 Bergleuten erbracht. Im Jahr 1867 lag die Förderung bei 13.083 Tonnen, im Jahr 1869 sank sie auf 10.299 Tonnen. Die maximale Förderung der Zeche Glückauf wurde im Jahr 1872 erbracht. In diesem Jahr wurden 22.278 Tonnen Steinkohle gefördert. Von diesem Zeitpunkt an sank die Förderung der Zeche von 10.829 Tonnen in 1874 auf 10.202 Tonnen in 1875 und auf 8424 Tonnen in 1880. Im Jahr 1884 wurde eine Förderung von etwas mehr als 10.000 Tonnen Steinkohle erbracht. Im Jahr 1885 wurden mit 70 Bergleuten 9770 Tonnen Steinkohle gefördert. Die letzten bekannten Förder- und Belegschaftszahlen des Bergwerks stammen aus dem Jahr 1888, in diesem Jahr waren noch 52 Bergleute auf dem Bergwerk beschäftigt, die eine Förderung von 9943 Tonnen Steinkohle erbrachten.

## Heutiger Zustand
Von der Zeche Glückauf ist heute nicht mehr viel vorhanden. Vom Schacht Amalie existiert heute noch eine tiefe Pinge. In der Pinge befindet sich das Widerlager des Göpels. Diese Pinge ist Bestandteil des Herzkämper-Mulde-Weges.